# Data Link Connection Identifier
Data Link Connection Identifier (DLCI) es el identificador de canal del
circuito establecido en Frame Relay. Este identificador 
se aloja en la trama e indica el camino a seguir por los datos, es decir,
el circuito virtual establecido.
El DLCI puede valer normalmente entre 0 y 1023 (10 bits), los valores del 0 al 15 y del 1008 al 1023 están
reservados para funciones especiales.
El DLCI tiene significado local, es decir, en el circuito virtual, cada extremo puede tener un identificador de circuito
diferente para identificar el mismo circuito.
- Datos: Q374711